# Reserva Comunal Tuntanaín
Die Reserva Comunal Tuntanaín (RCT) ist ein peruanisches Schutzgebiet von kommunalem Rang in Nord-Peru in der Region Amazonas. Das Schutzgebiet wurde am 9. August 2007 eingerichtet. Verwaltet wird es von der staatlichen Naturschutz-Agentur Servicio Nacional de Areas Naturales Protegidas por el Estado (SERNANP). Das Areal besitzt eine Größe von 949,68 km². Es dient der Erhaltung des tropischen Nebelwaldes und damit einem Ökosystem bedrohter Pflanzen- und Tierarten. Es wird in der IUCN-Kategorie VI als ein Schutzgebiet geführt, dessen Management der nachhaltigen Nutzung natürlicher Ökosysteme und Lebensräume dient. Das Areal bildet das Siedlungsgebiet der indigenen Volksgruppen der Aguaruna und Huambisa.

## Lage
Das Schutzgebiet erstreckt sich über einen Höhenkamm, der die Wasserscheide zwischen dem Río Cenepa im Westen und dem Río Santiago im Osten bildet. Der Höhenkamm gehört zum östlichen Randbereich der Cordillera del Cóndor. Das Reservat liegt in den Distrikten Río Santiago und El Cenepa der Provinz Condorcanqui.

## Ökosystem
In dem Schutzgebiet lebt der Flachlandtapir (Tapirus terrestris), der Springtamarin (Callimico goeldii) und der Weißstirnklammeraffe (Ateles belzebuth). Zu den 48 Vogelarten in dem Areal gehört der Amazonashokko (Mitu tuberosum), der Spixguan (Penelope jacquacu) und der Hoatzin (Opisthocomus hoazin). Die Flora ist ebenfalls reichhaltig, mit 30 neu beschriebenen Arten, 13 endemischen sowie 19 bedrohten Arten.